# Neraudia ovata
Neraudia ovata, tiếng Anh thường gọi là Big Island Maʻoloa, là một loài thực vật có hoa thuộc họ Tầm ma - Urticaceae, là loài đặc hữu của the đảo Big của Hawaii. Nó có ở các khu rừng khô nhiệt đới của Hawaii, mọc trên các lớp nham thạch thuộc Quận Kona. Big Island Maʻoloa là một cây bụi mọc bò với rễ dài 1–3 m (3,3–9,8 ft). Chúng hiện đang bị đe dọa vì mất môi trường sống.